# Pusiola curta
Pusiola curta är en fjärilsart som beskrevs av Rothschild 1912. Pusiola curta ingår i släktet Pusiola och familjen björnspinnare. Inga underarter finns listade.